# Robert Marsham (4e baronnet)
Robert Marsham, 4e baronnet né le 16 décembre 1650 et mort le 25 juillet 1703 est un homme politique anglais qui siège à la Chambre des communes de 1698 à 1702.

## Biographie
Il est le fils de John Marsham, premier baronnet et vit à Bushey Hall, Hertfordshire. Il est l'un des six greffiers de la chancellerie. Il succède à son neveu John (décédé mineur) comme baronnet en 1696, héritant de lui de Mote à Maidstone, dans le Kent, où il vit ensuite.
Il est élu député de Maidstone en 1698 et occupe ce siège jusqu'en 1702.
Il est décédé en juillet 1703, à l'âge de 52 ans. Il épouse Margaret Bosvile, fille de Thomas Bosvile de Little Motte, Eynsford, Kent. Ils ont trois fils et quatre filles. Cinq de leurs enfants sont nommés dans la première tontine britannique en 1693. Leur fils, Robert, qui a lui succède comme baronnet, est élevé à la pairie en tant que baron Romney en 1716.